# Aridelus fumipennis
Aridelus fumipennis är en stekelart som först beskrevs av Fouts 1922.  Aridelus fumipennis ingår i släktet Aridelus och familjen bracksteklar. Inga underarter finns listade.